# Trizay-Coutretot-Saint-Serge
Trizay-Coutretot-Saint-Serge és un municipi francès, situat al departament de l'Eure i Loir i a la regió de Centre – Vall del Loira. L'any 2007 tenia 466 habitants.

## Demografia

### Població
El 2007 la població de fet de Trizay-Coutretot-Saint-Serge era de 466 persones. Hi havia 182 famílies, de les quals 36 eren unipersonals (8 homes vivint sols i 28 dones vivint soles), 63 parelles sense fills, 79 parelles amb fills i 4 famílies monoparentals amb fills.
La població ha evolucionat segons el següent gràfic:
Habitants censats

### Habitatges
El 2007 hi havia 212 habitatges, 182 eren l'habitatge principal de la família, 22 eren segones residències i 8 estaven desocupats. 209 eren cases i 1 era un apartament. Dels 182 habitatges principals, 162 estaven ocupats pels seus propietaris, 18 estaven llogats i ocupats pels llogaters i 2 estaven cedits a títol gratuït; 2 tenien una cambra, 10 en tenien dues, 21 en tenien tres, 55 en tenien quatre i 94 en tenien cinc o més. 138 habitatges disposaven pel capbaix d'una plaça de pàrquing. A 65 habitatges hi havia un automòbil i a 109 n'hi havia dos o més.

### Piràmide de població
La piràmide de població per edats i sexe el 2009 era:
| Homes | Edats   | Dones |
| ----- | ------- | ----- |
| 0     | 95 o +  | 0     |
| 0     | 90 a 94 | 0     |
| 0     | 85 a 89 | 0     |
| 4     | 80 a 84 | 4     |
| 8     | 75 a 79 | 12    |
| 8     | 70 a 74 | 12    |
| 8     | 65 a 69 | 0     |
| 0     | 60 a 64 | 12    |
| 20    | 55 a 59 | 4     |
| 40    | 50 a 54 | 36    |
| 32    | 45 a 49 | 32    |
| 4     | 40 a 44 | 28    |
| 24    | 35 a 39 | 4     |
| 4     | 30 a 34 | 8     |
| 12    | 25 a 29 | 4     |
| 24    | 20 a 24 | 8     |
| 16    | 15 a 19 | 24    |
| 16    | 10 a 14 | 16    |
| 8     | 5 a 9   | 12    |
| 12    | 0 a 4   | 12    |

## Economia
El 2007 la població en edat de treballar era de 317 persones, 229 eren actives i 88 eren inactives. De les 229 persones actives 212 estaven ocupades (111 homes i 101 dones) i 17 estaven aturades (7 homes i 10 dones). De les 88 persones inactives 53 estaven jubilades, 17 estaven estudiant i 18 estaven classificades com a «altres inactius».

### Ingressos
El 2009 a Trizay-Coutretot-Saint-Serge hi havia 182 unitats fiscals que integraven 480,5 persones, la mediana anual d'ingressos fiscals per persona era de 19.496 €.

### Activitats econòmiques
Dels 14 establiments que hi havia el 2007, 3 eren d'empreses de construcció, 4 d'empreses de comerç i reparació d'automòbils, 2 d'empreses de transport, 1 d'una empresa immobiliària, 3 d'empreses de serveis i 1 d'una empresa classificada com a «altres activitats de serveis».
Dels 6 establiments de servei als particulars que hi havia el 2009, 1 era un taller de reparació d'automòbils i de material agrícola, 2 paletes, 2 lampisteries i 1 perruqueria.
L'any 2000 a Trizay-Coutretot-Saint-Serge hi havia 14 explotacions agrícoles que ocupaven un total de 912 hectàrees.

## Equipaments sanitaris i escolars
El 2009 hi havia una escola elemental integrada dins d'un grup escolar amb les comunes properes formant una escola dispersa.

## Poblacions més properes
El següent diagrama mostra les poblacions més properes.